# Кромпир шећер
Кромпир шећер је један од нуз производа који се добија приликом производње скроба. Боје је светло драп, као бела кафа. Тврдоћа му је најсличнија сапуну па се тако и може сећи ножем. Укус му је слаткаст-опор. 
Некада се продавао у прехрамбеним радњама као најјефтинија врста слаткиша. Лекари су га препоручивали срчаним болесницима. Међу децом је био веома популаран. Вероватно због тога што је између два светска рата шећер био толико скуп да се мало трошио и продавао у количинама 0,5 0,25 и 0,125 кг!
Кромпир шећер се продавао у комадима налик ломљеном камену, данас би га могле продавати био-радње. У продаји није виђен од средине двадесетог века.